# Sidi M'Hamed (M'Sila)
Pour les articles homonymes, voir Sidi M'Hamed.
Sidi M'Hamed est une commune de la wilaya de M'Sila en Algérie. L'agglomération chef lieu de commune est Bordj Belkherif située à 55 km au sud-est de Bou-Saâda.

## Histoire

### Guerre d'Algérie
C'est sur le territoire de la commune que les colonels Si El Haouès et Amirouche sont morts, le 28 mars 1959, au cours d'un accrochage avec l'armée française.